# Sebastian Ebel
Sebastian Ebel (* 11. März 1963 in Braunschweig) ist ein deutscher Manager und Vorstandsvorsitzender der TUI AG. Von 2007 bis 2020 war er Präsident des Sportvereins Eintracht Braunschweig.

## Leben
Sein Abitur legte er an der Gaußschule in Braunschweig ab. Anschließend studierte er Wirtschaftswissenschaften in Braunschweig und Marburg. Er ist verheiratet, hat fünf Kinder und wohnt in Braunschweig.
1987 begann Ebels berufliche Laufbahn als Trainee bei der Salzgitter AG. Nach der Eingliederung Salzgitters in den Preussag-Konzern war er Geschäftsführer der Talkline-Gruppe. 1997 wechselte er als Bereichsleiter Telekommunikation zur VIAG AG nach München. 1998 kam er als Bereichsvorstand der Tochtergesellschaft Hapag Touristik Union GmbH zum Preussag-Konzern zurück. Im Juli 1999 wurde Ebel Mitglied des Vorstandes der TUI Deutschland GmbH, die zum 1. Januar 2000 in TUI Group umbenannt wurde und zur Preussag AG gehörte. Von Januar 2001 bis zum 31. August 2006 war er Mitglied des Vorstands der 2002 in TUI AG umbenannten ehemaligen Preussag AG und verantwortete die Ressorts Controlling, IT, Neue Medien, Zentraler Einkauf und Geschäftsreisen. Nach Unstimmigkeiten im Vorstand schied er zum 1. September 2006 aus dem Vorstand der TUI AG aus.
Nach dem Ausscheiden bei TUI gründete er am 1. Januar 2007 die Eves Information Technology AG in Braunschweig und übernahm den Aufsichtsratsvorsitz. Er ist zudem Geschäftsführer der zwischenzeitlich gegründeten Eves Unternehmensberatung GmbH.
Ab 15. Mai 2008 übernahm Ebel als Vorstandsmitglied die Leitung der Bereiche Category Management und Controlling bei Auto-Teile-Unger, dazu kam ab 1. Oktober 2008 die Zuständigkeit für die Bereiche Finanzen, Investor Relations, EDV und Logistik. Das Ressort Finanzen, das er als Interimslösung geleitet hatte, gab er zum 1. Oktober 2009 wieder ab. Nach Auslaufen seines Vertrages bei Auto-Teile-Unger im April 2011 wechselte er zum 1. April 2011 als Finanzgeschäftsführer zu Vodafone Deutschland und löste dort Volker Ruloff ab. Zum 1. Februar 2013 wechselte er zusammen mit seinem engen Vertrauten Fritz Joussen als Operating Performance Direktor zurück zur TUI AG. Seit Mai 2013 belegte er den Posten des Chief Operating Officer und bis 2014 war Ebel zudem als Non-Executive Director Mitglied des Boards der TUI Travel PLC tätig.
Nach dem Zusammenschluss der TUI AG und der TUI Travel PLC im Dezember 2014 wurde Ebel zum Mitglied des Vorstands der TUI AG berufen. Dort verantwortete er die Bereiche Destination Experiences, Hotels & Resorts, Cruises und Group Purchasing, bevor er ab dem 1. Januar 2021 als CFO den Finanzbereich der TUI Group verantwortete.
Seit dem 1. Oktober 2022 ist Ebel Vorstandsvorsitzender der TUI Group mit Sitz in Hannover/Berlin.

### Präsidentschaft bei Eintracht Braunschweig
Am 3. Dezember 2007 wurde Ebel einstimmig zum Nachfolger von Gerhard Glogowski als Präsident bei Eintracht Braunschweig gewählt. Darüber hinaus ist er seit der Ausgliederung der Kapitalgesellschaft am 8. April 2008 Vorsitzender des Aufsichtsrates der Eintracht Braunschweig GmbH & Co. KGaA.
Gemeinsam mit Geschäftsführer Soeren Oliver Voigt fährt er einen rigiden Konsolidierungskurs und ist maßgeblich für den Abbau der Altschulden (ehemals 5 Millionen) verantwortlich.
Folgerichtig wird dem Verein die Lizenz für die 2. Liga zur Saison ohne Auflagen erteilt.
In seiner ersten Amtszeit schaffte Eintracht Braunschweig bereits sechs Spieltage vor Saisonende 2010/2011 den Aufstieg in die 2. Fußball-Bundesliga. Darüber hinaus setzte er sich für den Aus- und Umbau des Eintracht-Stadions ein. Auf der Jahreshauptversammlung am 5. Dezember 2011 wurde er als Präsident einstimmig wiedergewählt. In seiner zweiten Amtszeit gelang Eintracht Braunschweig am Ende der Saison 2012/13 der Aufstieg in die 1. Bundesliga. Am Ende seiner 2. Amtszeit wurde er auf der Jahreshauptversammlung als Präsident ohne Gegenstimme wieder gewählt. Am 16. Juli 2020 trat er vom Amt des Präsidenten bei Eintracht Braunschweig zurück.